# ヘザー・ヒル
ヘザー・ヒル（Heather Hill、1960年8月9日 - ）は、イギリス生まれのオーストラリアの元政治家。

## 来歴
1971年にオーストラリアへ家族とともに移住し、オーストラリア人の男性と結婚後、家族支援センターのマネージャーとして働いていたが、1997年、自由党国民党連合がセンターの資金カットを決定すると、政治家として活動するようになり、ワン・ネイションに入党した。選挙に立候補するため1998年1月オーストラリア国籍を取得した。1998年10月の連邦選挙でオックスリー選挙区から出馬するが優先順位付投票方式のためクイーンズランド州から当選した。
当選後の11月、ヒルは憲法違反の二重国籍状態であること、オーストラリア国籍取得後もイギリスのパスポートで家族旅行を行っていたことなどが発覚し、オーストラリア高等裁判所は選挙当選は無効であるとの決定をしたため、ヒルは翌年7月に辞任した。辞任後は同じワン・ネイションのレン・ハリスがその席を受け継いだ。
1999年、ヒルはハリスのアドバイザーとして活動していたが、党の24,000オーストラリアドルの使途不明金が発覚したためハリスから解雇された。